# Белинская, Антонина Антоновна
Антонина Антоновна Белинская (1928 — 18 января 2005) — передовик колхозного производства, Герой Социалистического Труда (1971).

## Биография
Родилась в деревне Ишутино Тарусского района Калужской области. Работала дояркой колхоза «Авангард» (деревня Михеево Малоярославецкого района Калужской области).
8 апреля 1971 года присвоено звание Героя Социалистического Труда.
Делегат XXV съезда КПСС (1976).